# Mitra (prénom)
Pour les articles homonymes, voir Mitra.
Mitra est un prénom épicène d'origine indienne, qui signifie « ami » ou « contrat » en sanscrit.

## Personnes portant ce prénom
- Pour l'ensemble des articles sur les personnes portant ce prénom, consulter :
  - la liste des articles dont le titre commence par ce prénom
  - les listes produites par Wikidata : Liste des personnes de prénom « Mitra » — même liste en incluant les éventuels prénoms composés qui contiennent « Mitra ».

Mitra est un prénom notamment porté par :
- Mitra Farahani, une peintre et cinéaste iranienne ;
- Mitra Hajjar, une actrice iranienne.